# Хохлатая (порода уток)

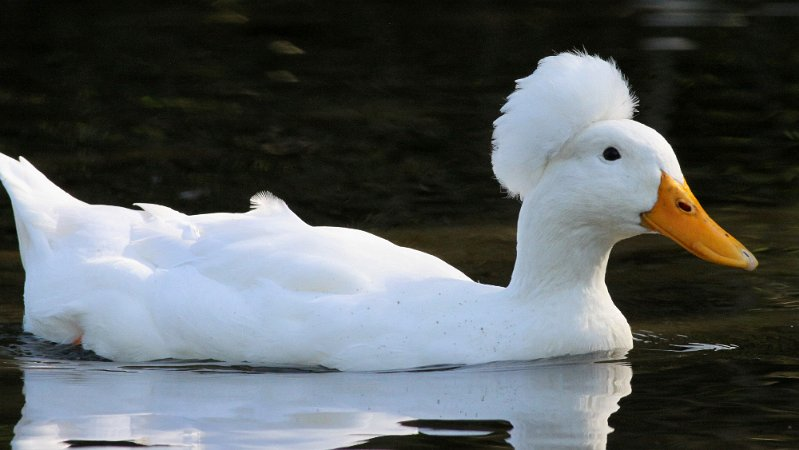
Утка хохлатой породы на пруду

Хохлатая порода уток (также голландская утка; англ. Crested Duck, Tufted Duck или Dutch Duck) — старинная декоративная порода домашних уток, характеризующаяся развитием хохолка на голове. Происходит из Ост-Индии с последующим разведением в Голландии.

## История и описание
Изображения хохлатых домашних уток встречаются на полотнах голландских живописцев XVII столетия:
| |  |  |
| Хохлатые домашние утки на картинах Мельхиора де Хондекутера (Нидерланды, вторая половина XVII века) |  |  |

Хохлатая утка была также известна Чарлзу Дарвину, который считал её одной из четырёх подпород простой домашней утки.
В 1868 году Дарвином было составлено довольно подробное описание хохлатой (голландской) утки:
…3) Хохлатая утка, с большим шаровидным хохлом на маковке, из нежных пушистых перьев; он сидит на мясистой массе; череп под ним с отверстиями. У одной утки, которую я получил из Голландии, хохол был в два с половиной дюйма [6,35 см] в диаметре.
Относительно хохла Дарвин сделал следующее заключение:
Хохол из перьев отнюдь не редкое явление у уток; он наблюдается у настоящей хохлатой породы, у крючкоклювых, у обыкновенной породы наших птичных дворов и оказался у одной утки, присланной мне с Малайского архипелага, которая не имела никаких других особенностей. Хохол интересен лишь тем, что он влияет на череп, который становится несколько круглее и получает многочисленные отверстия. <…>
У одной голландской хохлатой утки череп под громадным хохлом был несколько выпуклее обычного и пронизан двумя большими отверстиями. Выступ слёзной кости в этом черепе продолжался далее назад, так что имел иную форму и почти касался заднего бокового отростка лобной кости*, так что глазница черепа была почти замкнута снизу.

* Заднеглазничный отросток.— Прим. перев.
Дарвин также привёл промеры скелета хохлатой утки:
- Длина бедра, голени и плюсны вместе — 8,25 дюйма (21 см).
- Длина плечевой и лучевой кости и пясти вместе — 9,83 дюйма (25 см).
- Их отношение — 100 : 119.
- Вес бедра, голени и плюсны — 111 гранов (7,2 г).
- Вес плечевой и лучевой кости и пясти — 148 гранов (9,6 г).
- Их отношение — 100 : 133.
- Вес всего скелета[3] — 1404 гранов (91 г).
- Вес бедра, голени и плюсны — 111 гранов (7,2 г).
- Их отношение — 1000 : 79.
- Вес скелета[4] — 1404 гранов (91 г).
- Вес плечевой и лучевой кости и пясти — 148 гранов (9,6 г).
- Их отношение — 1000 : 103.

## Генетика
Развитие шарообразного хохолка на затылке из коротких пуховых перьев у голландских уток обусловливается присутствием в их генотипе гена хохла. В гомозиготном состоянии этот ген вызывает гибель зародыша ещё в яйце. Поэтому все хохлатые особи являются гетерозиготными по данному признаку, то есть несут лишь одну копию летального аллеля этого гена. Гомозиготные эмбрионы (с двумя копиями летального аллеля) образуются у четверти потомков от скрещивания двух хохлатых особей, наследуя летальный аллель от обоих родителей. Соответственно, чтобы получить хохлатое потомство, но избежать выщепления гомозигот, утководы спаривают хохлатую особь с бесхохлой, в результате чего в потомстве происходит расщепление по этому признаку в соотношении 1:1. Половина утят при этом получается хохлатой, а половина — без хохолка.